# Ukraina-Klasse
| Kaiserlich Russische Marine · Военно Морскоий Флот СССР (Sowjetische Seekriegsflotte) | Kaiserlich Russische Marine · Военно Морскоий Флот СССР (Sowjetische Seekriegsflotte)                                      |
| ------------------------------------------------------------------------------------- | --- |
| Der russische Zerstörer Ukraina                                                       | |
| Klassendetails                                                                        | |
| Schiffstyp:                                                                           | Zerstörer |
| Bauwerft                                                                              | Lange & Böcker, Reval |
| Dienstzeit:                                                                           | 1905–1964 |
| Einheiten:                                                                            | 8 |
| Technische Daten                                                                      | |
| Länge:                                                                                | 73,15 m |
| Breite:                                                                               | 7,16 m |
| Tiefgang:                                                                             | 2,3 m |
| Wasserverdrängung:                                                                    | Konstruktion: 600 t maximal ca. 730 t                                                                                      |
| Antrieb:                                                                              | - 4 kohlegefeuerte Normand-Dampfkessel - 2 stehende 4-Zylinder- Dreifachexpansions-Dampfmaschinen - 7.000 PSi auf 2 Wellen |
| Geschwindigkeit:                                                                      | 26,0 kn |
| Reichweite:                                                                           | 206 sm bei 25 kn 600 sm bei 12 kn                                                                                          |
| Brennstoffvorrat:                                                                     | - 134 t Kohle |
| Bewaffnung:                                                                           | seit 1910 - 2× 102-mm-Geschütze L/60 - 1× 40-mm-Flak L/39 - 2× 7,62-mm-Maschinengewehre - 2× Torpedorohre (2×1) Ø 457 mm   |
| Besatzung:                                                                            | 82 Mann |

Die Ukraina-Klasse (russisch Украина für Ukraine) war eine Klasse russischer Zerstörer der Baltischen Flotte des zaristischen Russlands, die noch während des Russisch-Japanischen Krieges bei der Werft Lange & Böcker in Riga in drei Losen bestellt wurde und zwischen Mai 1905 und August 1906 als Torpedokreuzer in Dienst kam. Die Mittel zum Bau der Klasse stellte das Komitee zur Verstärkung der russischen Flotte durch freiwillige Beiträge zur Verfügung, welches auch die Auftragsvergabe übernahm. Im Oktober 1907 wurden die acht Boote in Zerstörer umklassifiziert.

## Entwurf

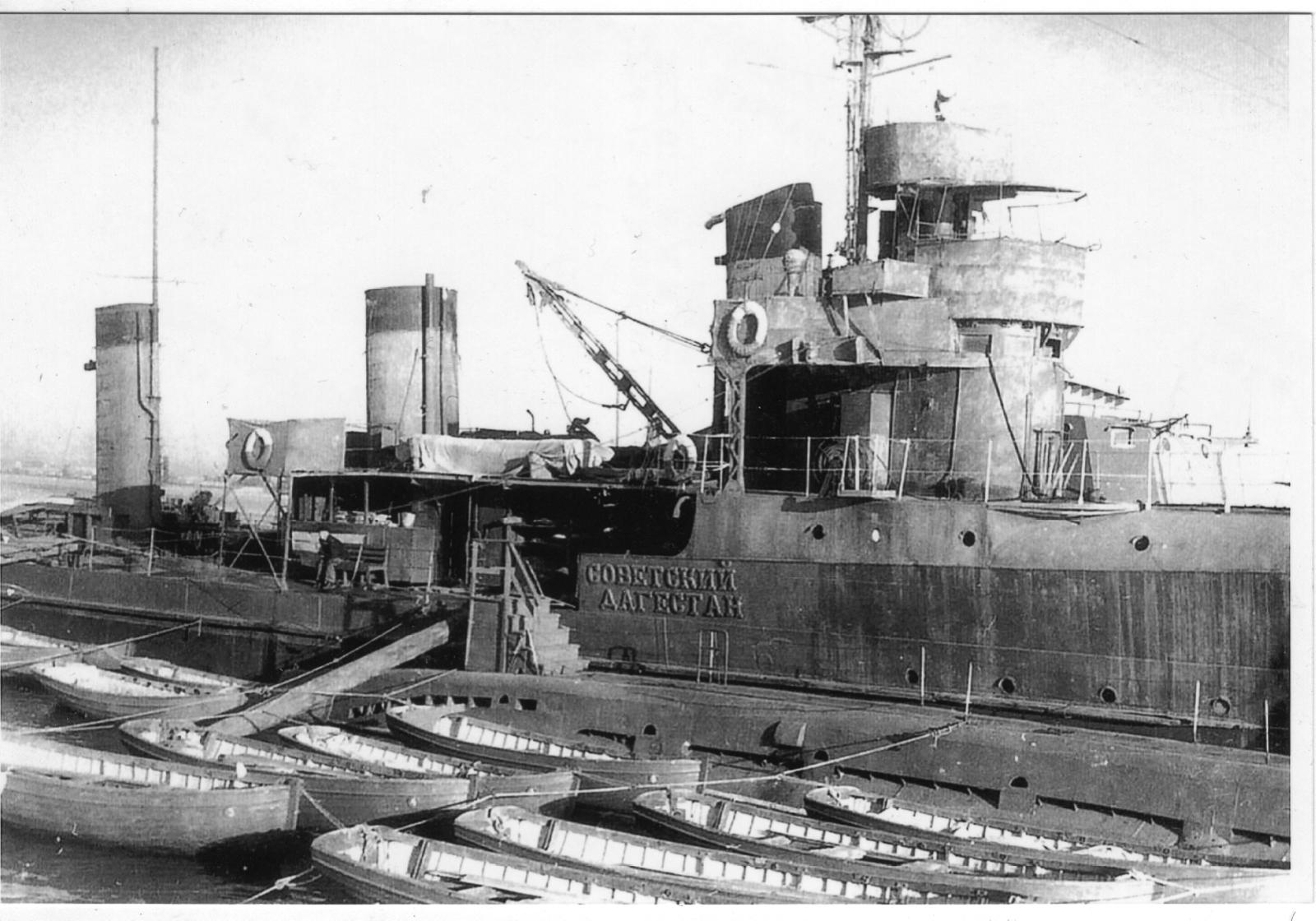
Die drei Schornsteine der
Sowjetski Dagestan

Die Boote gehörten nach Größe und Kampfkraft zu den ersten „echten“ Zerstörern der russischen Marine. Hervorstechendste Merkmale der Klasse waren der ausgeprägte Rammsteven, die hochausgebaute Brücke und das abgerundete Kreuzerheck. Die Boote waren die ersten Drei-Schornstein-Zerstörer der russischen Flotte. Der ursprüngliche Entwurf sah nur zwei 75-mm- und vier 57-mm-Geschütze vor, wobei eine Minenlegeeinrichtung nicht vorgesehen war. Aufgrund der Kriegserfahrungen wurde die Bewaffnung umgehend auf zwei 102-mm-Geschütze vereinheitlicht und ein stärkeres Kaliber gewählt.
Um den Auftrag wunschgemäß sehr kurzfristig realisieren zu können, heuerte die Werft Lange & Böcker bei der AG Vulcan Stettin einhundert Facharbeiter an. Aufgrund von inneren Unruhen, wie der Russischen Revolution 1905, von denen auch die Werft ergriffen wurde, verzögerte sich bei einigen Booten die Fertigstellung erheblich.

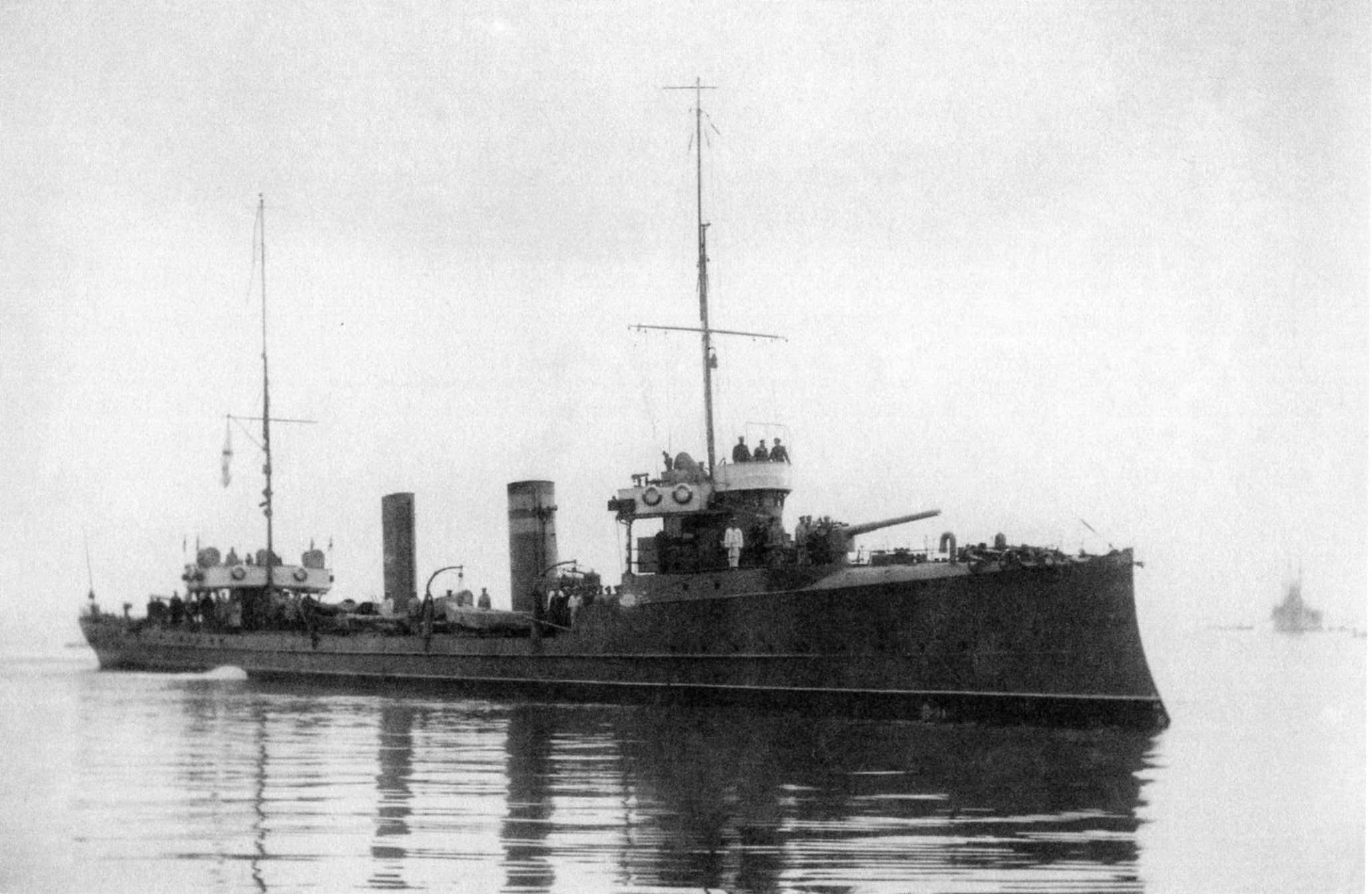
Russischer Zerstörer Donskoi Kasak

Insgesamt erhielt die Kaiserlich Russische Marine 24 ähnliche Zerstörer nach deutschen Plänen. Vulcan stand hinter den acht Zerstörern der Ukraina-Klasse und den vier in Finnland gebauten Zerstörern der Ochotnik-Klasse. Die Kieler Germaniawerft plante die vier Zerstörer der Wsadnik-Klasse, von denen sie zwei selbst fertigte, und die vier ähnlichen Boote der Leitenant-Schestakow-Klasse für das Schwarze Meer. Die Schichau-Werke planten die vier Zerstörer der Emir-Bucharski-Klasse und lieferten die Nachbauten der Kit-Klasse.
Diese 24 Zerstörer werden von russischer Seite auch als Dobrowolez- (Freiwilliger-)Klasse bezeichnet, was den Namen des beschaffenden Komitees zur Verstärkung der russischen Flotte durch freiwillige Beiträge aufnimmt.

## Einsatz

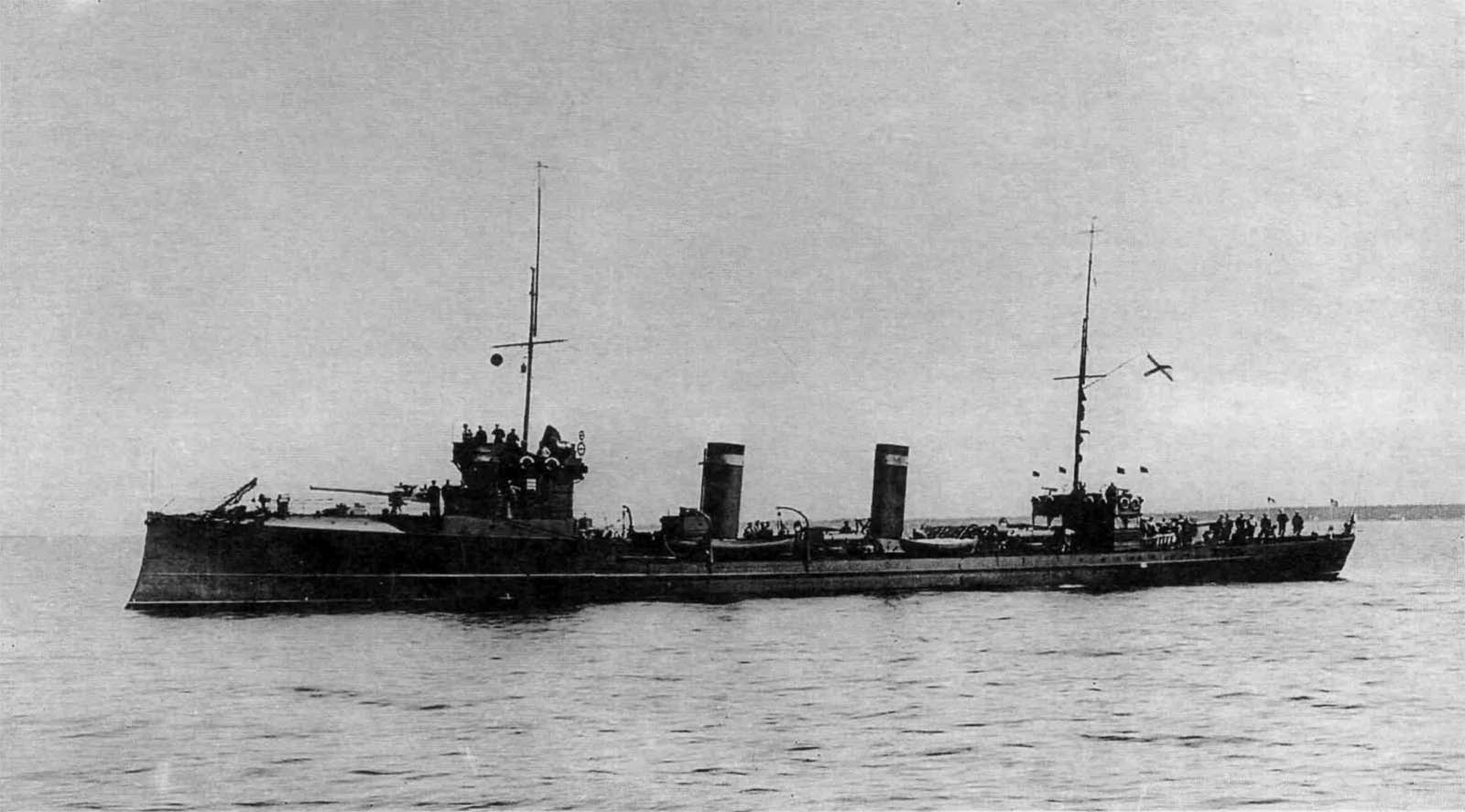
Russischer Zerstörer Stereguschtschi

Während des Ersten Weltkriegs dienten die acht Boote bei der I. Minendivision der Hauptflotte in der Ostsee und waren an den Gefechten im August 1915 um die Rigaer Bucht beteiligt. Am 13. Juni 1916 sicherten die acht Zerstörer die zweite Kampfgruppe mit dem Panzerkreuzer Rurik sowie den Geschützten Kreuzern Oleg und Bogatyr auf der Suche nach einem deutschen Lulea-Geleit vor der schwedischen Küste. Beim zweiten Großangriff der Deutschen und der Besetzung der Baltischen Inseln im Herbst 1917 wurden sieben Zerstörer der Klasse als V. Torpedobootzerstörer-Division unter Kapitän 1. Ranges Jekimow eingesetzt. Es fehlte lediglich die inzwischen durch einen Minentreffer verloren gegangene Kasanez.
Trotz nur eines Kriegsverlustes blieben nur die drei 1919 ins Kaspische Meer verlegten Boote der Kaspischen Flottille länger im Dienst. Ab 1926 als Kanonenboote eingestuft, blieben sie bis 1949 in Dienst und wurden erst zwischen 1958 und 1964 abgebrochen.

## Boote und Schicksale
| Schiff | Kiellegung | Stapellauf | in Dienst  | Bemerkung |
| --- | ---------- | ---------- | ---------- | --- |
| Ukraina 15. Juni 1920 Karl Marx 31. Dezember 1922 Markin 25. März 1923 Ukraina 29. Februar 1924 Bakinski Rabotschi                                   | 26.03.1904 | 4.10.1904  | 18.05.1905 | (russisch Украйна) Im Oktober 1919 verlegte das Boot über das russische Binnenwassernetz ins Kaspische Meer und wurde dort 1926 zum Kanonenboot umklassifiziert. Die Außerdienststellung erfolgte im Juli 1961 und ab August 1964 begann das Abwracken. |
| Woiskowoi 15. Juni 1920 Friedrich Engels 25. März 1923 Markin                                                                                        | 26.03.1904 | 26.11.1904 | 16.06.1905 | (russisch Войсковой) Im Oktober 1919 verlegte das Boot über das russische Binnenwassernetz ins Kaspische Meer und wurde dort 1926 zum Kanonenboot umklassifiziert. Die Außerdienststellung erfolgte im Juli 1949 und ab Juni 1958 begann das Abwracken. |
| Turkmenez Stawropolski 19. Oktober 1908 Truchmenez 15. Juni 1920 Mirsa Kuschuk 31. Dezember 1922 Altvater 4. Mai 1945 Sowjetski Dagestan 1949 DOSAAF | 26.03.1904 | 18.02.1905 | 11.07.1905 | (russisch Трухменец) Am 15. Oktober 1917 mit dem Schwesterschiff Stereguschtschi und dem Zerstörer Amurez als Sicherung des Linienschiffs Graschdanin, ehemals Zessarewitsch, von Kuiwast (Moon) nach Zerel an der Irbenstraße befohlen. Da die Deutschen diese schon passiert hatten, ab Kuressaare/Arensburg Rückmarsch zum Moon-Sund. Dort schoss sie einen Torpedo auf die aufgegebene Slawa, die als Blockschiff im Schifffahrtskanal versenkt wurde. Im Oktober 1919 verlegte das Boot über das russische Binnenwassernetz ins Kaspische Meer und wurde dort 1926 zum Kanonenboot umklassifiziert. Die Außerdienststellung erfolgte im Juli 1949 und ab Juli 1962 begann das Abwracken. |
| Kasanez | 26.03.1904 | 11.05.1905 | 16.05.1906 | (russisch Казанец) Am 28. Oktober 1916 sank das Boot nach der Detonation einer durch das deutsche U-Boot SM UC 27 in der Nähe der Insel Odensholm am 4./5. Oktober 1916 gelegten Mine unter Verlust von 45 Mann. |
| Stereguschtschi | 20.08.1904 | 4.07.1905  | 17.05.1906 | (russisch Стерегущий) Am 15. Oktober 1917 mit dem Schwesterschiff Turkmenez Stawropolski und dem Zerstörer Amurez als Sicherung des Linienschiffs Graschdanin von Kuiwast (Mohn) nach Zerel an der Irbenstraße befohlen. Da die Deutschen diese schon passiert hatten, an der Evakuierung russischer Truppen von Ösel beteiligt. Im April 1921 wurde das Boot aufgrund seines Zustands aus der Flottenliste gestrichen und 1924 abgewrackt. |
| Straschny | 20.08.1904 | 5.01.1906  | 22.05.1906 | (russisch Страшный) Im April 1921 wurde es aufgrund seines Zustands aus der Flottenliste gestrichen und 1924 abgewrackt. |
| Donskoi Kasak | 18.10.1904 | 10.03.1906 | 19.07.1906 | (russisch Донской казак) Am 22. August 1916 erlitt das Boot in der Irbenstraße einen Minentreffer, wobei das ganze Achterschiff weggerissen wurde; es konnte jedoch repariert werden. Im April 1921 wurde es aufgrund seines Zustands aus der Flottenliste gestrichen und 1924 abgewrackt. |
| Sabaikalez | 18.10.1904 | 27.04.1906 | 1.08.1906  | (russisch Забайкалец) Im April 1921 wurde es aufgrund seines Zustands aus der Flottenliste gestrichen und 1924 abgewrackt. |